# آنجلا ریچاردز
آنجلا ریچاردز (انگلیسی: Angela Richards؛ زادهٔ ۱۸ دسامبر ۱۹۴۴) یک هنرپیشه و خواننده اهل بریتانیا است. او دانش‌آموختهٔ آکادمی سلطنتی هنرهای دراماتیک است و کارش را با هنرنمایی در موزیکال «رابرت و الیزابت» در سال ۱۹۶۴ آغاز نمود. او همچنین در سال ۱۹۸۱ در موزیکال گربه‌ها حضور داشت.

## گزیدهٔ آثار تلویزیونی
- مجردها (۱۹۸۴)
- کِسلر (۱۹۸۱)
- ارتش سری (۱۹۷۷) نقش مونیک خواننده کافه و دوست البر صاحب کافه[۱]
- ساده‌دل (۱۹۷۳)
- داستان عشق (۱۹۶۶)